# استان لوس آندس (بولیوی)
استان لوس آندس (به اسپانیایی: Provincia de Los Andes) یکی از استان‌های بولیوی در بولیوی است که در شهرستان لاپاز (بولیوی) واقع شده‌است. استان لوس آندس ۱٬۶۵۸ کیلومتر مربع مساحت و ۷۷٬۵۷۹ نفر جمعیت دارد.